# فاطمیه (بردسکن)
فاطمیه نام روستایی از توابع بخش انابد شهرستان بردسکن در استان خراسان رضوی است. این روستا در دهستان صحرا قرار دارد و براساس سرشماری سال ۱۳۸۵ جمعیت آن ۱۲۶ نفر (۴۱ خانوار) بوده است.